# Anisolabis seychellensis
Espèce
Synonymes
- Brachylabis seychellensis Brindle, 1976

Répartition géographique
Statut de conservation UICN

 CR  : 
En danger critique
Anisolabis seychellensis est une espèce d'insectes de la famille des Carciniphoridae, endémique de Mahé, l'île principale des Seychelles. Elle est considérée comme étant en danger critique d'extinction.
Anisolabis seychellensis se rencontre uniquement dans la zone appelée Morne Blanc sur l'île de Mahé et son habitat restreint est perturbé par les espèces végétales invasives telles que Cannelier de Ceylan et le Jamrosat.
Anisolabis seychellensis a été étudiée et décrite pour la première fois en 1976 par l'entomologiste Alan Brindle. Si sa population ne peut être quantifiée avec précision, l'espèce semble régresser en raison de la menace qui pèse sur son habitat. À ce titre, l'Union internationale pour la conservation de la nature la considère comme une « espèce en danger critique d'extinction » (CR) et l'a intégrée à la liste des 100 espèces les plus menacées au monde en septembre 2012.

## Systématique
L'espèce Anisolabis seychellensis a été initialement décrite en 1976 par Alan Brindle (d) sous le protonyme de Brachylabis seychellensis.

## Distribution et habitat
La zone de distribution de l'espèce est extrêmement réduite, environ 5 km2, une zone appelée Morne Blanc sur l'île de Mahé aux Seychelles. Son habitat est constitué de la litière des feuilles de la forêt humide.

## Anisolabis seychellensiset l'Homme
Anisolabis seychellensis est une espèce considérée comme en danger critique d'extinction par l'Union internationale pour la conservation de la nature (UICN) et a été retenue dans la liste des 100 espèces les plus menacées dans le rapport Worthless or Priceless présenté le 11 septembre 2012 par la Commission de sauvegarde des espèces (CSE) de l'UICN et la Zoological Society of London (ZSL) au cours du congrès mondial de la nature de l’UICN en Corée. 
L'espèce est menacée d'extinction en raison de la restriction de son habitat, l'introduction et l'invasion rapide des espèces de plantes, notamment le Cannelier de Ceylan (Cinnamomum verum) et le Jamrosat (Syzygium jambos).

## Publication originale
- Brindle, A. (1976), « Dermaptera from the Seychelles ». Revue de Zoologie Africaine, vol. 90, p. 435-445.